# Katedra św. Józefa w Asmarze
Katedra św. Józefa w Asmarze – katolicka katedra w centrum Asmary. Jest kościołem katedralnym archieparchii asmarskiej, głównej diecezji Kościoła katolickiego obrządku erytrejskiego w Erytrei. Poświęcona jest św. Józefowi z Nazaretu.
Została wybudowana w czasie włoskiej kolonizacji Erytrei. Pierwotnie w tym miejscu w 1895 r. wzniesiono kościół św. Marka według projektu włoskiego architekta Oreste Scanaviniego. Następnie rozpoczęto przebudowę obiektu według koncepcji Mario Mazzettiego, który nadał budowli obecny kształt. Budowę katedry rozpoczęto w 1916 r., zaś jej konsekracji dokonano w 1922 r. Wraz z przebudową zmieniło się też wezwanie świątyni.
Ceglana budowla wzniesiona została w stylu neoromańskim, inspirowanym romańską architekturą lombardzką. Z kolei neogotycka 57-metrowa wieża dzwonnicy zwartej stanowi nawiązanie do wieży zegarowej Pałacu Westminsterskiego. Z dzwonnicy katedry św. Józefa rozciąga się widok na miasto, a szczególnie pobliski kompleks budynków w stylu art déco.
Kościół zbudowano na planie krzyża łacińskiego. Składa się z nawy głównej, naw bocznych, transeptu i apsydy.
Przy świątyni znajduje się także szkoła i klasztor, wzniesiony jeszcze przed budową katedry.